# Afrikaanse pompano
De Afrikaanse pompano (Alectis ciliaris) is een straalvinnige vis uit de familie van horsmakrelen (Carangidae), orde baarsachtigen (Perciformes), die voorkomt in de Grote, Atlantische en Indische Oceaan.

## Beschrijving
De volwassen Afrikaanse pompano heeft een gemiddelde lengte van circa 1 meter en kan een maximale lengte bereiken van 1,5 meter. De vis is zijdelings afgeplat en heeft een grote ronde kop.
De vis heeft twee rugvinnen en twee aarsvinnen. Er zijn in totaal 7 stekels en 18 tot 22 vinstralen in de rugvinnen en 3 stekels en 15 tot 20 vinstralen in de aarsvin.

## Leefwijze
De Afrikaanse pompano is een zoutwatervis die voorkomt in subtropische wateren. De soort is voornamelijk te vinden in zeeën en oceanen op een diepte van 60 tot 100 meter.
Het dieet van de vis bestaat hoofdzakelijk uit macrofauna en vis.

## Relatie tot de mens
De Afrikaanse pompano is voor de beroepsvisserij van beperkt belang, maar is bij zeehengelaars wel populair. De soort wordt gevangen voor aquaria die publieksattracties zijn. Voor de mens is Alectis ciliaris potentieel gevaarlijk, omdat er meldingen van ciguatera-vergiftiging zijn geweest.
De soort staat niet op de Rode Lijst van de IUCN.